# Run, Fatboy, Run
Run, Fatboy, Run (ook Run Fatboy Run) is een komische film uit 2007 van David Schwimmer met in de hoofdrollen Simon Pegg en Thandie Newton. Het is Schwimmers regiedebuut.

## Plot
Vijf jaar geleden heeft Dennis (Pegg) zijn zwangere verloofde Libby (Newton) vlak voor de bruiloft in de steek gelaten, maar nu wil hij haar terug. Hij komt erachter dat Libby's nieuwe vriend Whit (Azaria) mee wil doen aan een marathon in Londen. Om zich te bewijzen aan onder meer Libby besluit Dennis hetzelfde te doen, hoewel hij een slechte conditie heeft.

## Rolverdeling
| Acteur         | Personage    |
| -------------- | ------------ |
| Simon Pegg     | Dennis Doyle |
| Thandie Newton | Libby Odell  |
| Hank Azaria    | Whit         |
| Dylan Moran    | Gordon       |